# Corps franc de l'air Valin de la Vaissière
« 4e régiment d'infanterie de l'air » redirige ici. Pour les autres significations, voir 4e régiment.
Le Corps franc de l'air Valin de la Vaissière (CFAVV), ou 4e régiment d'infanterie de l'air (4e RIA), est un régiment de la résistance française, formé à Blois le 22 novembre 1944, réunissant plus de 1000 jeunes résistants loir-et-chériens.

## Histoire
En 1942, « Valin », qui deviendra le colonel Valin de La Vaissière, occupe une place importante dans la Résistance régionale, il devient le chef incontesté des FFI et des maquis FTP du Loir-et-Cher.
Après avoir participé à la libération de Vendôme et du Loir-et-Cher nord aux côtés du commandant Verrier, il se rend à Paris pour obtenir le commandement d'une unité. Cette dernière sera créée le 22 novembre 1944 à Blois et deviendra le 4e régiment d'infanterie de l'air (RIA).
Aussitôt dirigé vers la poche de Lorient, le régiment combat avec les Forces françaises du Morbihan (FFMB) dans les régions de Nostang (jusqu'au 1er décembre), Carnac, Étel, Etang et Kerminihy jusqu'à la reddition allemande le 10 mai 1945,.
Le 19 décembre 1944, le régiment est sous le choc, un terrible drame vient de se produire. Le colonel Valin de La Vaissière et le commandant Verrier sont assassinés par Schneider, un ancien résistant exclu de la section qui avait été mis en retrait durant la progression jusqu'à Auray, ce qu'il n'aurait pas accepté.
Le 5 février 1945, le régiment est renommé « Corps franc de l'air Valin de la Vaissière » à la suite du décès du colonel. Le 15 mai 1945, il est mis à la disposition de l'Armée de l'air et dès le 1er avril de la même année il reprend son appellation de 4e RIA,.
En juillet 1945, le 4e régiment d'infanterie de l'air est dissous pour renforcer le 2e régiment de chasseurs parachutistes de la 24e division aéroportée, rejoignant ainsi l'Armée de terre.

## Unités

### Composition
Le régiment est composé de 1 100 hommes environ, originaires du Loir-et-Cher et âgés d'une vingtaine d'années seulement. Il est unique pour l'époque car il se compose exclusivement de volontaires FFI et FTP.
Commandé par le colonel Valin de La Vaissière, il se structure ainsi :
- Un bataillon en garnison à Blois, dirigé par le commandant Judes.
- Un bataillon en garnison à Vendôme, dirigé par le commandant Verrier.
- Un bataillon de dépôt, dirigé par le commandant R. Bourgouin.
- Une compagnie hors rang, dirigée par le capitaine Durieux.

### Hommes tombés
Les hommes cités dans la liste qui suit sont tombés sur le front de Lorient, entre le 23 novembre 1944 et le 10 mai 1945 :
- Officiers et sous-officiers :
  - Colonel Valin de La Vaissière
  - Commandant Verrier
  - Lieutenant Malcor
  - Lieutenant Le Bon
  - Sergent chef Tessier
- Volontaires :

- - Chevreau Sylvain
  - Desmars René
  - Henry Guy
  - Meron Gérard
  - Thoraval Pierre
  - Joanny Lucien
  - Allard Guy
  - Romo José
  - Mauricet Paul
  - Brebion Raymond
  - Larcher Gilbert
  - Fiot Paul[9]
  - Martin Robert
  - Saguerre André-Marie
  - Schneider

## Insignes
- Insigne tissu du CFAVV : de forme ronde et plate, il se portait sur l'épaule gauche. D'un fond bleu et d'un contour rouge, il comportait les écritures "Corps franc de l'air" en blanc et les écritures "Valin de la Vaissière" en rouge (voir insigne en haut à droite de l'article)[5].
- Les insignes en alu et laiton : L'insigne a été créé fin mars-début avril 1945, il représente les ailes de l'Aviation où le colonel servit. Le sigle du CFAVV est visible entre les deux ailes. La fabrication a sûrement été réalisée dans les fonderies Genevée, famille du commandant Verrier. Le triangle central est peint en blanc, la partie entre les deux "V" en rouge et le fond du triangle supérieur en bleu[5].

Insignes CFAVV alu et laiton
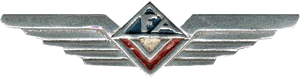
Insigne en aluminium pour les hommes de rang.
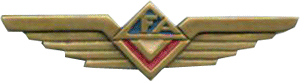
Insigne en laiton pour les Officiers et les Sous-Officiers.